# لودفيغ التاسع (لاندغراف هسن-دارمشتات)
لودفيغ التاسع (بالألمانية:Ludwig IX. von Hessen-Darmstadt؛ 15 ديسمبر 1719 - 6 أبريل 1790)؛ كان لاندغراف هسن-دارمشتات منذ 1768 حتى وفاته، وكذلك يعتبر مطور مدينة بيرمازنس.
لوفيغ هو ابن لودفيغ الثامن لاندغراف هسن-دارمشتات ووريثة كونتات هاناو شارلوت التي توفيت في 1726، وبذلك أصبح لوفيغ وريث جده يوهان راينهارد الذي توفي هو الآخر في 1736، ولكن هاناو تم تقسيمها مع هسن-كاسل، وحصل على هاناو-ليشتنبرغ التي حكمها في البداية تحت وصاية والده، بين عامي 1740 و41 بدأ بجولة أوروبية الكبرى، ومع أواخر 1740 أصبح بالغاً وحكم هاناو بشكل مستقل، ومع 20 أغسطس 1741 تزوج من الكونتيسة كارولين هنرييت من بالاتينات-تسفايبروكن عمة في المستقبل ماكسيمليان الأول ملك بافاريا، ومع ذلك كان له العديد من العشيقات.
في 1743 أثناء حرب الخلافة النمساوية خدم في الجيش البروسي، وشارك في حملات فريدرش العظيم على سيليزيا، وكذلك في حصار برنتسلاو، ومع ذلك كان والده حليفاً للنمسا، وعارض بشدة خدمته لدى البروسيين إلى تمكن أخيراً من استرداد أبنائه، وبذلك بدأ في 1764 بخدمة إمبراطور هابسبورغ، وبعد زواج ابنته من تسارفيتس روسيا ودخل في خدمة الجيش الروسي وأصبح مشيراً في 1774.
أخيراً في 1768 أصبح خليفة والده في هسن-دارمشتات، وقام تعيين فريدرش كارل فون موزر كوزير الأول والذي قام بإصلاح الدولة على أساس النموذج البروسي، وفصل معظم المسؤولين السابقين وإلغى جولات الصيد التي أضرت بالزراعة هُناك، وكذلك قام بزيادة الجيش وتوسيع الثكنات والحاميات، وأيضا قام بتأجير الجيش لأمراء الأخرون التي كانت شائعة في ذاك الوقت مثل أقاربه على سيبل المثال هسن-كاسل.

## الذرية
- أنجبت له زوجته الأولى الكونتيسة كارولين هنرييت:-

| الاسم                                                    | الصورة | الميلاد        | الوفاة         | ملاحظة |
| -------------------------------------------------------- | ------ | -------------- | -------------- | --- |
| كارولين لاندغرافين هسن-هومبورغ                           |        | 2 مارس 1746    | 18 سبتمبر 1821 | تزوجت في 1768 من ابن عمه فريدرش الخامس لاندغراف هسن-هومبورغ، لهم ذرية.                                            |
| فريديريكه لويزه ملكة بروسيا                              |        | 16 أكتوبر 1751 | 25 فبراير 1805 | تزوجت في 1769 فريدرش فيلهلم الثاني ملك بروسيا، لهم ذرية.                                                          |
| لودفيغ الأول دوق هسن الأكبر                              |        | 14 يونيو 1753  | 6 أبريل 1830   | تزوج في 1799 من ابنة عمه لويز من هسن-دارمشتات، لهم ذرية.                                                          |
| أمالي أميرة بادن الوراثية                                |        | 20 يونيو 1754  | 21 يونيو 1832  | تزوجت في 1775 من كارل لودفيغ أمير بادن الوراثي، لهم ذرية بما في ذلك ملكة بافاريا، وإمبراطورة روسيا، وملكة السويد. |
| فيلهلمين لويزه الدوقة الكبرى ناتاليا أليكسييفنا من روسيا |        | 25 يونيو 1755  | 26 أبريل 1776  | تزوجت في 1773 من في المستقبل بافل الأول إمبراطور روسيا، ليس لديهم أبناء.                                          |
| لويزه أوغسته دوقة ساكس-فايمار-إيزنباخ الكبرى             |        | 30 يناير 1757  | 14 فبراير 1830 | تزوجت في 1775 من كارل أوغست دوق ساكس-فايمار-إيزنباخ الأكبر، لهم ذرية .                                            |
| فريدرش لاندغراف هسن-دارمشتات                             |        | 10 يونيو 1759  | 11 مارس 1802   | لم يتزوج، ولكن له ابنان غير شرعيين.                                                                               |
| كريستيان لاندغراف هسن-دارمشتات                           |        | 25 نوفمبر 1763 | 17 أبريل 1830  | توفي غير متزوج.                                                                                                   |

- في 1775 تزوج لودفيغ من ماري أديلايد كونتيسة ليمبيرغ التي تعتبر إحدى عشيقاته ولكن تم إلغاء الزواج لاحقاً بسبب الخيانة.[9][10][11]

اليوم يعتبر لودفيغ التاسع مع زوجته كارولين من تسفايبروكن أجداد جميع الملوك في أوروبا وذلك بعد وفاة الملكة إليزابيث الثانية في 8 سبتمبر 2022، (من بلجيكا والدنمارك وليختنشتاين ولوكسمبورغ وموناكو وهولندا والنرويج وإسبانيا والسويد والمملكة المتحدة).